# Волков, Евгений Владимирович
Евге́ний Влади́мирович Во́лков (укр. Євгеній Володимирович Волков; 29 июля 1999, Изюм, Харьковская область — 3 марта 2022, Зачатовка, Донецкая область) — младший сержант Вооружённых сил Украины, фельдшер, участник российско-украинской войны. Герой Украины (2022, посмертно).

## Биография
Евгений Владимирович Волков родился 29 июля 1999 года в городе Изюм, Харьковская область, Украина.
Работал фельдшером в Покровском военном мобильном госпитале.
В 2020 году поступил в Донецкий национальный технический университет, где обучался заочную на факультете компьютерно-информационных технологий и автоматизации по специальности «Электроника». Осенью 2021 года подписал контракт и поступил служить на военную службу.
Проявил мужество и героизм во время эвакуации раненых в Донецкой области и спасал украинских военных.
Евгений Волков был убит в марте 2022 года в ходе российкого вторжения в Украину.
22-летнего парня похоронили 11 марта в родном селе Зачатовка, Донецкой области Украины.
У Евгения осталась жена и два маленьких сына.

## Награды
- звание «Герой Украины» с присвоением ордена «Золотая Звезда» (2022, посмертно) — за личное мужество и героизм, проявленные в защите государственного суверенитета и территориальной целостности Украины, верность военной присяге.